# 築土神社
築土神社（つくどじんじゃ）は、東京都千代田区九段にある神社である。通称、築土明神。
創建時の祭神・平将門に因み、武勇長久の神社として親しまれ、千代田区北の丸公園にある日本武道館の氏神でもある。
毎年正月に授与される勝守（かちまもり）は有名。

## 祭神
現在は天津彦火邇々杵尊（あまつひこほのににぎのみこと）を主祭神とし、平将門、菅原道真を配祀する。
江戸時代の文献によると、当社内には平将門の首（頭蓋骨や髪の毛）そのものが安置されていたといわれ、数ある将門ゆかりの社寺の中で、将門信仰の象徴的神社となっていた。明治に教部省の指示により将門は相殿に格下げされ、現在は天津彦火邇々杵尊が当社の主祭神となっている。
戦災で当社が焼失するまで、将門の首を納めたという首桶、将門の肖像画（束帯姿）、木造の束帯坐像等が社宝として伝わっていた。昭和20年4月、戦災により社殿とともにそれらは焼失し、現在は一部の写真が残るのみである。
拝殿の装飾や絵馬などには、巴紋のほか平将門に因んだ繋ぎ馬（つなぎうま）の紋が使用されている。これは神社境内にある天水桶（文政元年）の彫刻を模したもので、築土神社の登録商標である（平成23年現在）。

## 歴史
- 天慶3年[2]（940年）6月、江戸の津久戸村(上平川村[3]、現：千代田区大手町一丁目将門塚付近）に平将門の首を祀り、塚を築いたことから「津久戸明神」として[2]創建されたという。
- 室町時代[注釈 2]に太田道灌により田安郷（現：千代田区九段坂上）へ移転させられて以降は「田安明神」とも呼ばれ[3]、日枝神社、神田明神とともに江戸三社の一つにも数えられることもあった（江戸三社のうち、日枝神社、神田明神以外は固定していない）。
- 元和2年(1616年)に江戸城の拡張工事により筑土八幡神社隣接地（現：新宿区筑土八幡町）へ移転し[3]、「築土明神」と呼ばれた。
- 明治7年（1874年）天津彦火邇々杵尊を主祭神として「築土神社」へ改称する。
- 300年以上の間、筑土八幡神社と並んで鎮座していたが、1945年の東京大空襲によって全焼し、1954年、現在の九段中坂の途中にある世継稲荷境内地へ移転した。
- 平成6年（1994年）、境内地にオフィスビルを建設するとともに、鉄筋コンクリート造の社殿を新築。
- 平成18年（2006年）の築土祭では、安政6年（1859）の神田明神以来、実に147年振りに神輿渡御行列の江戸城入りを果たしている。

## 祭事・年中行事
- 9月15日の例大祭に至る一週間の行事を「築土祭」と呼び、節目の年には神輿渡御などが行われる。

## 氏子地域
- 千代田区九段北一･二丁目
- 千代田区九段南一･二丁目
- 千代田区飯田橋
- 千代田区富士見
- 千代田区北の丸公園
- 千代田区一ツ橋一丁目
- 新宿区市谷船河原町 - 当地に摂社があるため、飛地状態で氏子地域となっている。[注釈 3]

## 文化財
狛犬（筑土神社）千代田区指定文化財有形民俗文化財
力石（筑土神社）千代田区指定文化財有形民俗文化財

## 所在地・交通
東京都千代田区九段北1-14-21
- 九段下駅下車すぐ

## ギャラリー

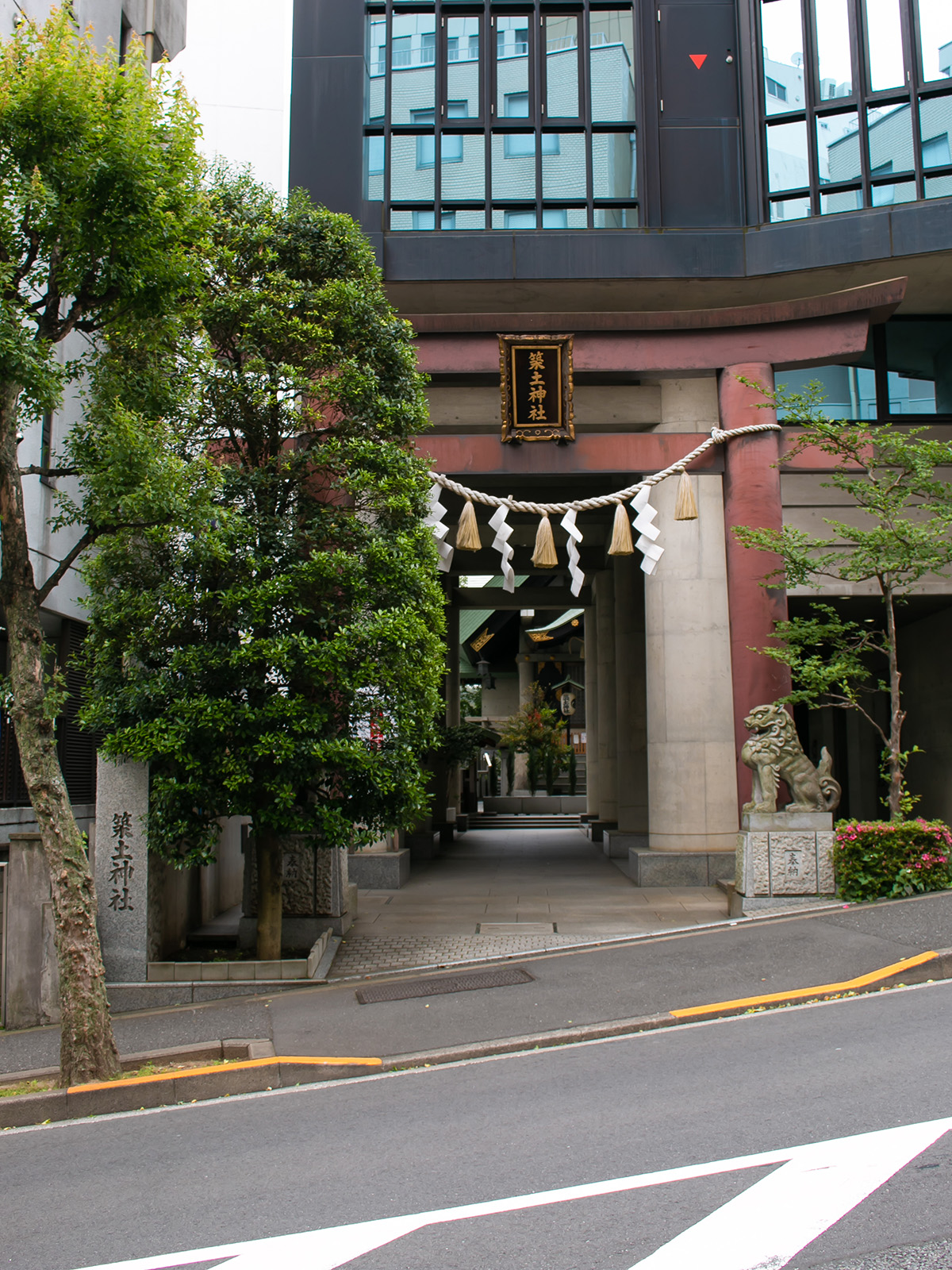
中坂に面した参道
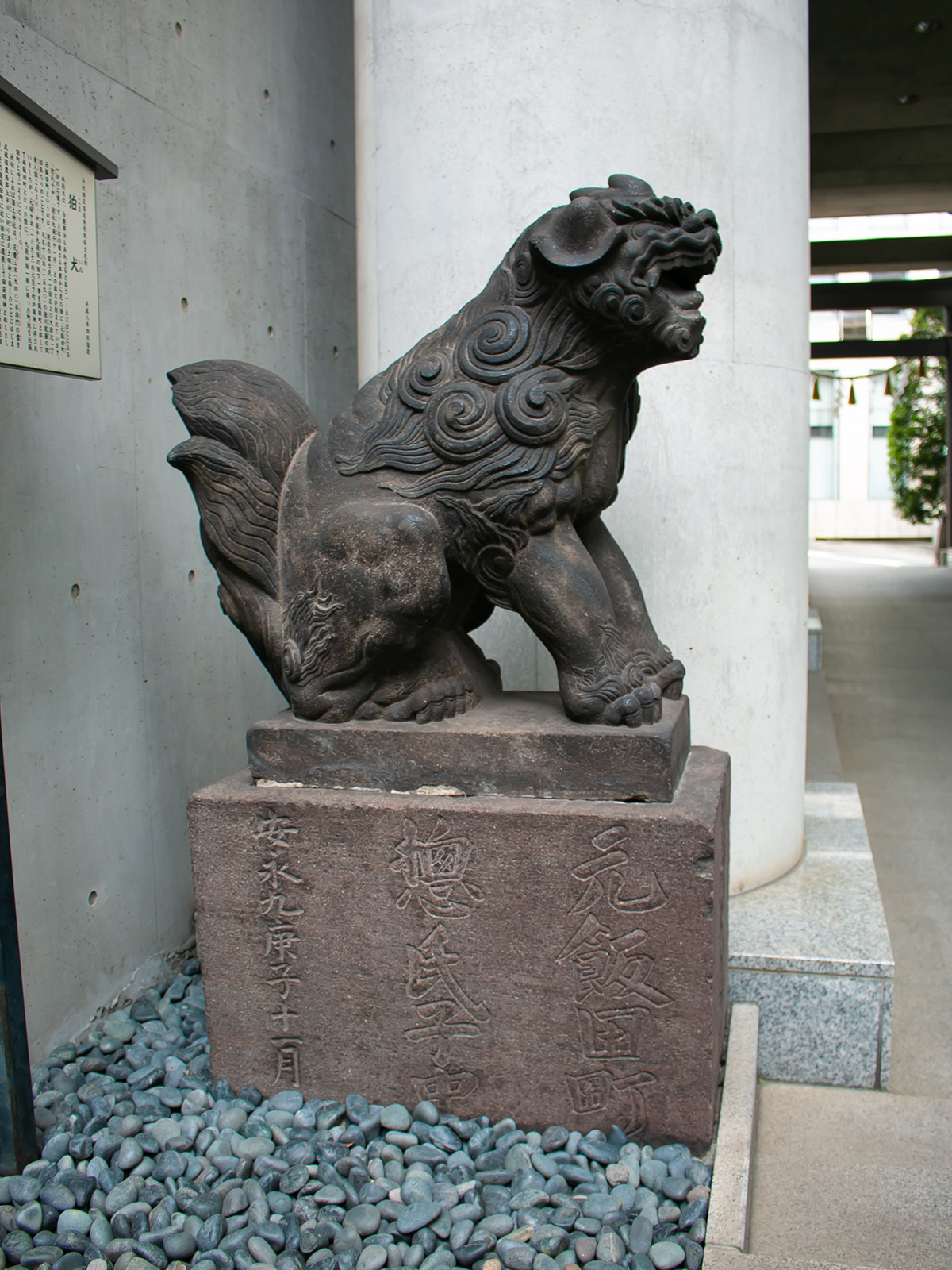
安永九年（1780年）銘の狛犬（阿形）
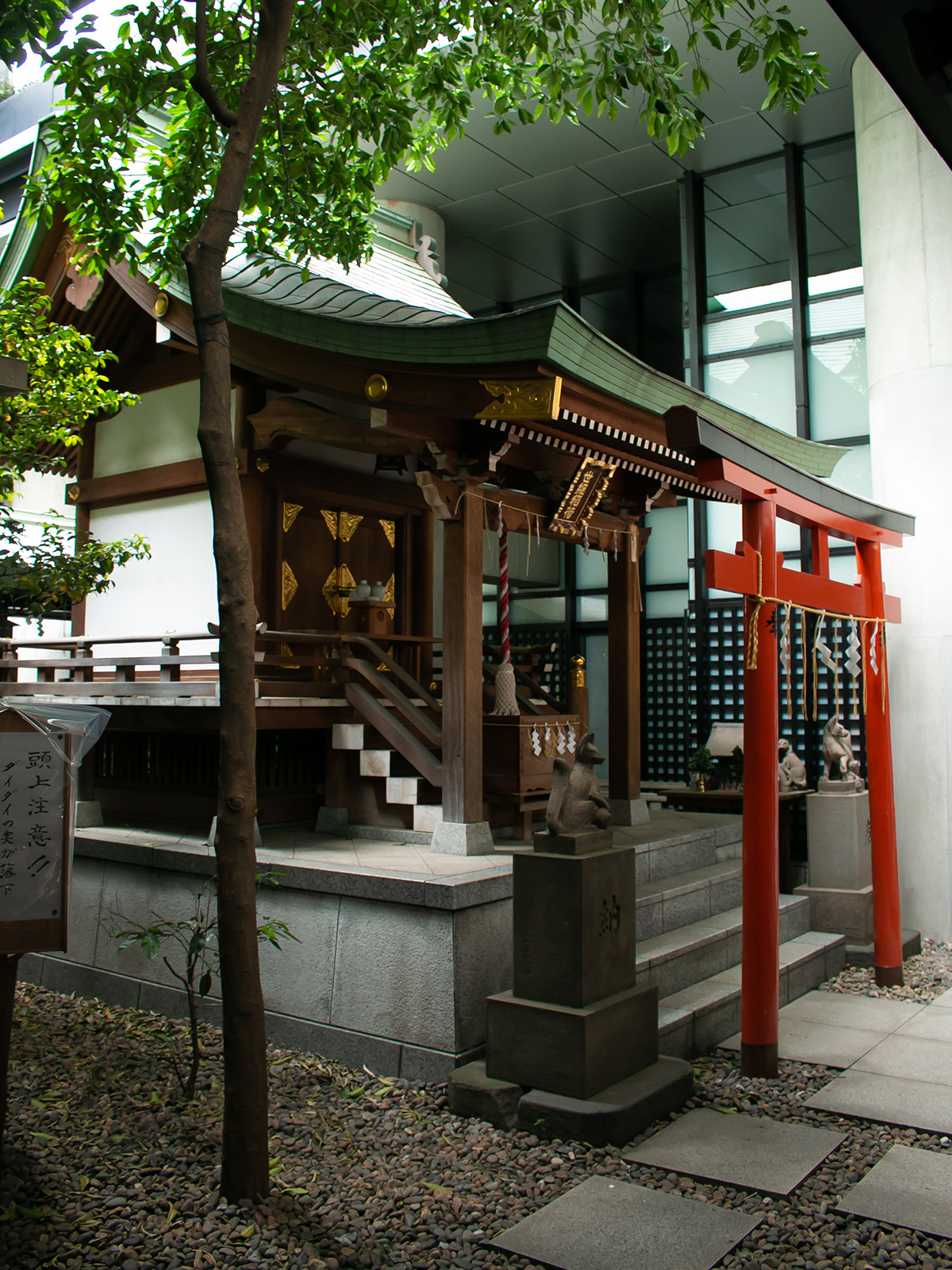
世継稲荷
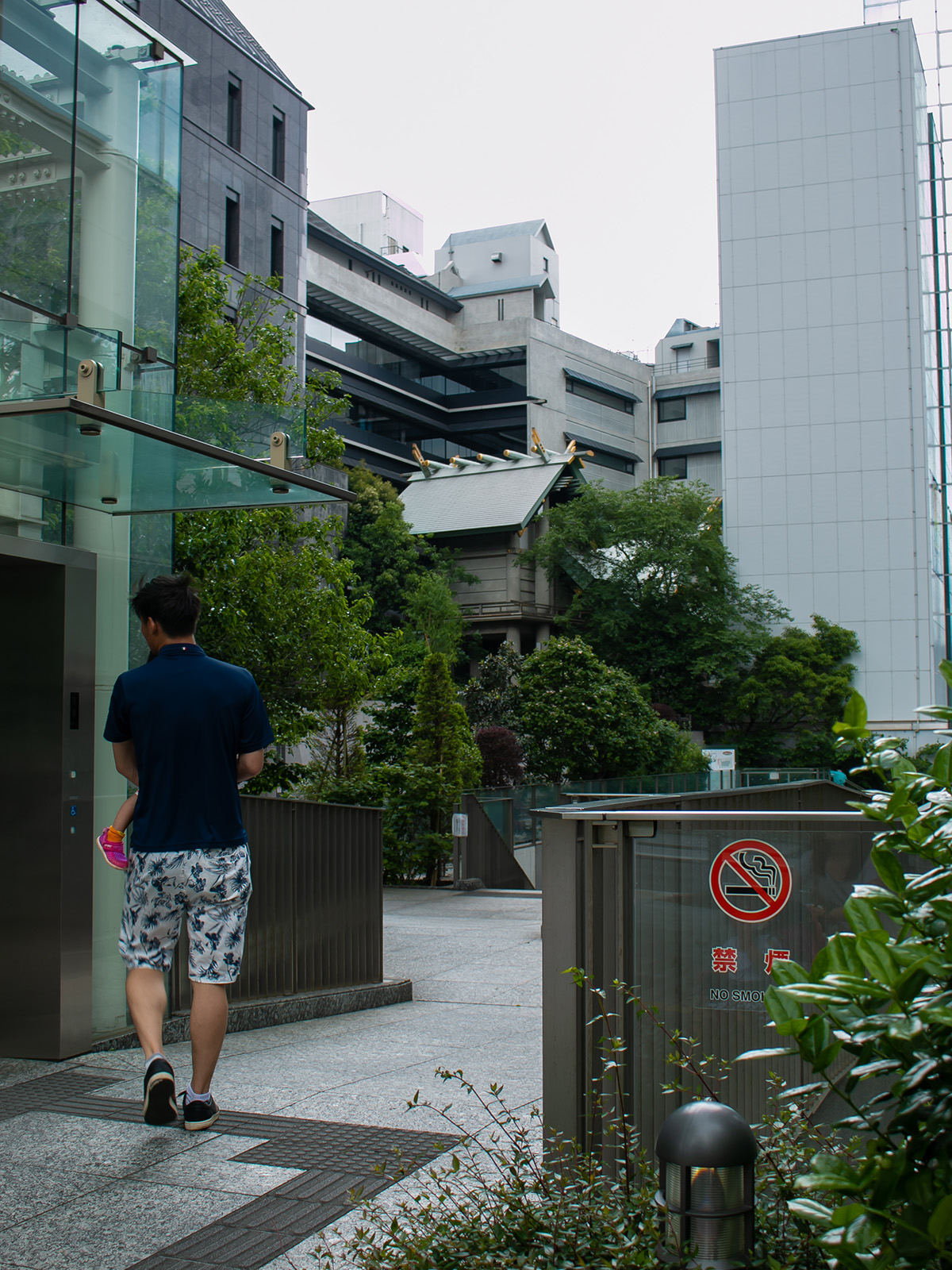
靖国通り・北の丸スクエア方面から本殿を望む